# 山下千代雄

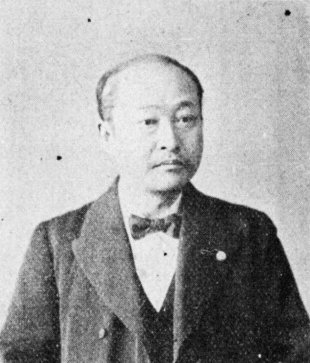
山下千代雄

山下 千代雄（やました ちよお、1857年10月27日（安政4年9月10日）- 1929年（昭和4年）2月4日）は、衆議院議員（自由党→立憲政友会）、弁護士。

## 経歴
出羽国米沢出身。藩校興譲館で学んだ後、司法省法学校を卒業。明道館を創立し、自由民権を主張した。
1894年（明治27年）、第3回衆議院議員総選挙に出馬し、当選。第4回衆議院議員総選挙でも再選された。1898年（明治31年）、第1次大隈内閣が成立すると内務省地方局長に任命されたが、内閣の崩壊とともに野に下り弁護士業務に従事した。
1900年（明治33年）、衆議院議員補欠選挙に当選して返り咲いた。その後、第7回・第8回総選挙でも当選した。